# Ebon Andersson i Malmö
Ej att förväxla med högerpolitikern Ebon Andersson (1896–1969)
Ebon Olivia Bernhardina Andersson, född Hallgren (i riksdagen kallad Andersson i Malmö), född 18 juli 1896 i Svedala församling, död 27 augusti 1981 i Sofielunds församling,  var en riksdagspolitiker för socialdemokratisk politiker 1941-1944 i andra kammaren.
I Riksdagen motionerade hon om höjning av anslaget till statens polisskola. Två interpellationer en om bättre skydd för hustrur mot misshandel i hemmet och en om bättre bostäder för mindre bemedlade och barnrika familjer. 
Ebon Andersson var dotter till gjuteriarbetaren Jöns Nilsson Hallgren och Cecilia Jakobsson. Hon gifte sig 9 mars 1915 med Alfred Andersson.